# Tasiilaq Heliport
Ammassalik Helistop (IATA: AGM, ICAO: BGAM) er en grønlandsk helikopterflyveplads beliggende i Tasiilaq med et asfaltlandingsområde på 30 m x 20 m. I 2008 var der 6.688 afrejsende passagerer fra flyvepladsen fordelt på 1.430 starter (gennemsnitligt 4,68 passagerer pr. start).
Ammassalik Helistop drives af Mittarfeqarfiit, Grønlands Lufthavnsvæsen. Statens Luftfartsvæsen fører tilsyn med flyvepladsen.

## Eksterne links
- AIP for BGAM fra Statens Luftfartsvæsen Arkiveret 24. februar 2012 hos  Wayback Machine